# Gonzalagunia tonduzii
Gonzalagunia tonduzii är en måreväxtart som beskrevs av Kurt Krause. Gonzalagunia tonduzii ingår i släktet Gonzalagunia och familjen måreväxter.
Artens utbredningsområde är Costa Rica. Inga underarter finns listade i Catalogue of Life.